# 李豫 (西凉)
李豫（?—?），字士宁，《资治通鉴》作李预，陇西狄道（今甘肃临洮县）人。
李豫是西凉武昭王第七子，李谭、李歆、李让、李愔、李恂、李翻的弟弟、李宏、李眺、李亮的哥哥。李豫官至西海郡太守、击虏将军、新城太守。嘉兴四年七月（420年），李翻的二哥西凉后主李歆被沮渠蒙逊击败后杀死，六哥李翻和八弟前将军、中华令李宏、九弟左将军李眺、十弟右将军李亮等人向西逃到敦煌，沮渠蒙逊因此进入酒泉。他的后代为陇西李氏武阳房。

## 家族
陇西李氏世系图
子：不详
孙：李景超，北魏员外散骑侍郎
曾孙：李琰之，北魏侍中，车骑大将军，左光禄大夫；李通逸，使持节，东南道都督，狄道县开国子